# Berklee College of Music
A Berklee College of Music (em português:  Faculdade Berklee de Música), de Boston, Massachusetts, foi fundada em 1945. Foi fundada no princípio revolucionário de que a melhor maneira de preparar estudantes para carreiras na música era com o estudo e a prática da música.
Os 3.800 estudantes e os 460 membros da faculdade interagem em um ambiente projetado para fornecer a experiência de aprendizagem mais completa possível, incluindo todas as oportunidades e desafios apresentados por uma carreira na indústria contemporânea da música.
A escola oferece cursos de quatro anos com graduação e/ou diploma em uma variedade de áreas relacionadas à música, como composição, performance, produção musical, engenharia musical, trilha sonora, administração, síntese musical, educação musical e musicoterapia.
Vários músicos talentosos estudaram em Berklee, tais como Justin Timberlake, Mj Rodriguez, Park Bom, Abraham Laboriel, Howard Shore, Daniel Musy, Quincy Jones, Bruce Cockburn, Chico Pinheiro, John Scofield, John Petrucci, Steve Vai, John Myung, Mike Portnoy, Abe Laboriel Jr, John Mayer,Allan Holdsworth, Catriona Gray, Marina Elali, Jair Oliveira e João Brasil.

## História
Berklee foi fundada por Lawrence Berk e originalmente chamava-se Schillinger House of Music, em homenagem a um de seus professores, Joseph Schillinger. 
A proposta original da escola era destacar o Sistema Schillinger de harmonia e composição musical. Após a expansão do curriculum da escola, em 1954, Berk alterou o nome para Berklee School of Music, por causa de seu filho Lee Berk. Quando a escola recebeu sua primeira acreditação, em 1973, o nome foi novamente mudado, passando a ser Berklee College of Music.
Lee Berk jamais estudou música formalmente, tendo direcionado sua formação para Administração e Direito imobiliário. Sua filha Lucy Berk, no entanto, é uma das alunas da instituição.
Na época de sua fundação quase todas as escolas de música eram focadas no ensino da música clássica. A missão original da Berklee era proporcionar treinamento formal em jazz, rock e outros gêneros não disponíveis nas demais escolas de música.